# Filip Lončarić
Filip Lončarić (Zagreb, 17. rujna 1986.) je bivši hrvatski nogometaš. Igrao je na poziciji vratara
Karijeru je započeo u Dinamu kao dijete, na mjestu beka, ali pošto su treneri vidjeli da nema budućnosti na tom mjestu, pokušali su ga staviti na gol. To se pokazalo kao dobar potez, jer je Filip brzo napredovao. Na vrata prve momčadi je stao protiv najvećeg Dinamovog rivala, Hajduka, zbog ozljede prvog vratara Ivana Turine. Primio je dva gola, oba iz jedanaesterca. Od tada se ustalio na golu prve momčadi.
Lončarić je branio za hrvatsku do 21 reprezentaciju. Odlikuju ga dobri refleksi i izlasci jedan na jedan te istrčavanja na nabacivanja.